# Elecciones parlamentarias de Islandia de 1999

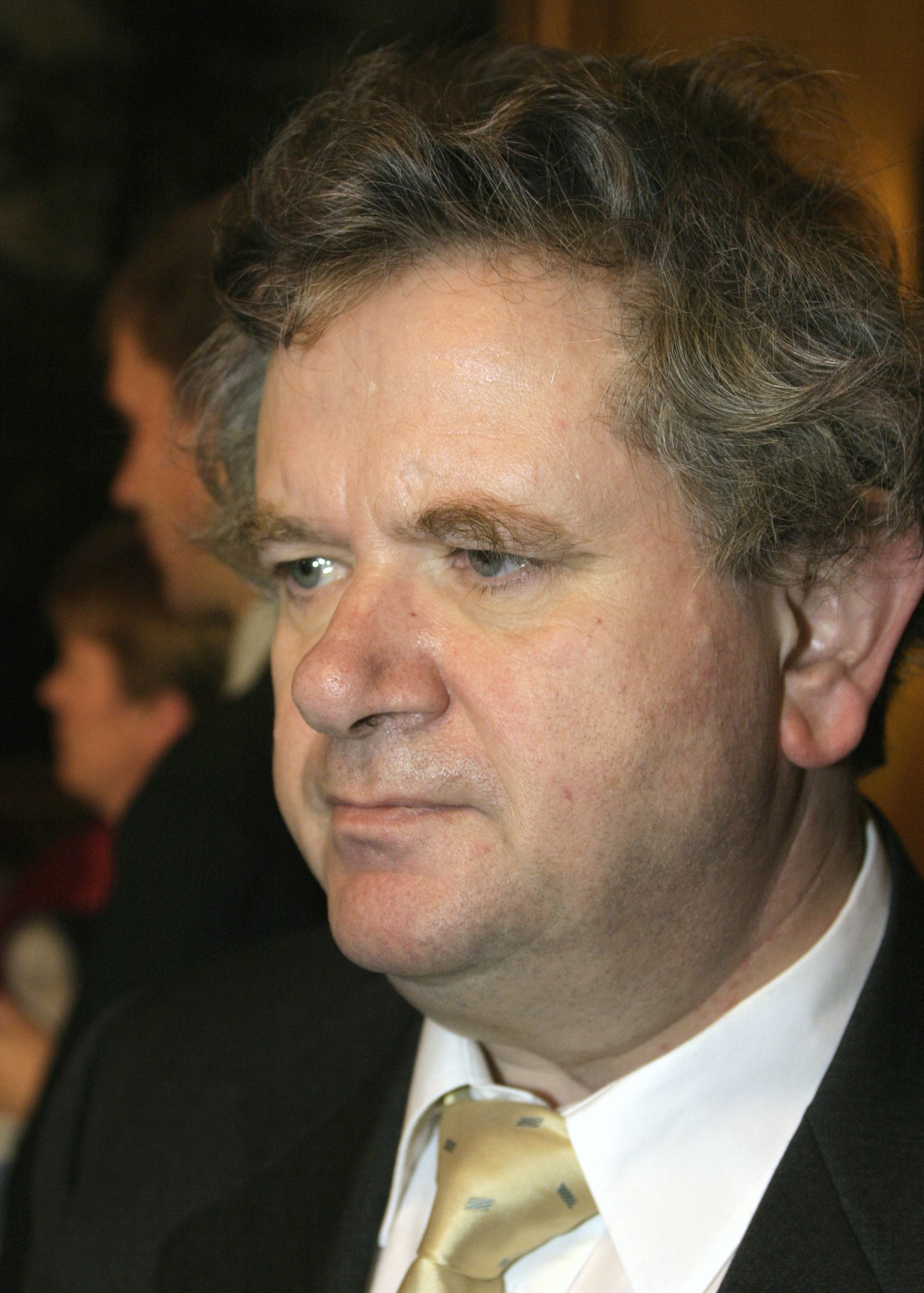
Davíð Oddsson, del Partido de la Independencia.

Las elecciones parlamentarias de Islandia de 1999 se realizaron el 8 de mayo de ese año para elegir a los miembros del Alþingi.
Con un 40,7% de los votos, los resultados fueron una clara victoria para el Partido de la Independencia del primer ministro de ese entonces Davíð Oddsson.
Fueron las primeras elecciones que se realizaron después de los cambios del paisaje político islandés ocurridos entre 1998 y principios de 1999, con la fusión de los partidos de izquierda bajo la Alianza Socialdemócrata y la fundación del Movimiento de Izquierda-Verde y el Partido Liberal.
De los 201.443 votantes registrados, participaron 169.424, alrededor de 84,1%. De todos los votos, 3.697, o aproximadamente el 2,2%, fueron nulos.

## Resultados
| Partido                                                       | Votos   | %    | Escaños | +/- |
| ------------------------------------------------------------- | ------- | ---- | ------- | --- |
| Partido de la Independencia (Sjálfstæðisflokkur)              | 67.513  | 40,7 | 26      | +1  |
| Partido Socialdemócrata (Alþýðuflokkurinn)                    | 44.378  | 26,8 | 17      | -6  |
| Partido Progresista (Framsóknarflokkur)                       | 30.415  | 18,4 | 12      | -3  |
| Movimiento de Izquierda-Verde (Vinstrihreyfing-Grænt framboð) | 15.115  | 9,1  | 6       | +6  |
| Partido Liberal (Frjálslyndi flokkur)                         | 6.919   | 4,4  | 2       | +2  |
| Otros                                                         | 1.387   | 0,8  | 0       | 0   |
| Total                                                         | 165.727 | 100  | 63      | 0   |

+/-: diferencia respecto a las elecciones anteriores de 1995.